# Store Elmue
Store Elmue er en landsby i Roholte Sogn, Faxe Kommune (Fakse Herred) syd for Faxe, umiddelbart øst for Mogenstrup Huse.
Landsbyen nævnes omkring 1370 (Ælmwghæ) og i 1596 (Store Elmøffue). Landsbyen udskiftedes i 1794.